# Lincoln MKZ
Lincoln MKZ (вимовляється Марк-Зет ) ― середньорозмірний престижний седан компанії Лінкольн, підрозділу Ford Motor Company.

## Перше покоління

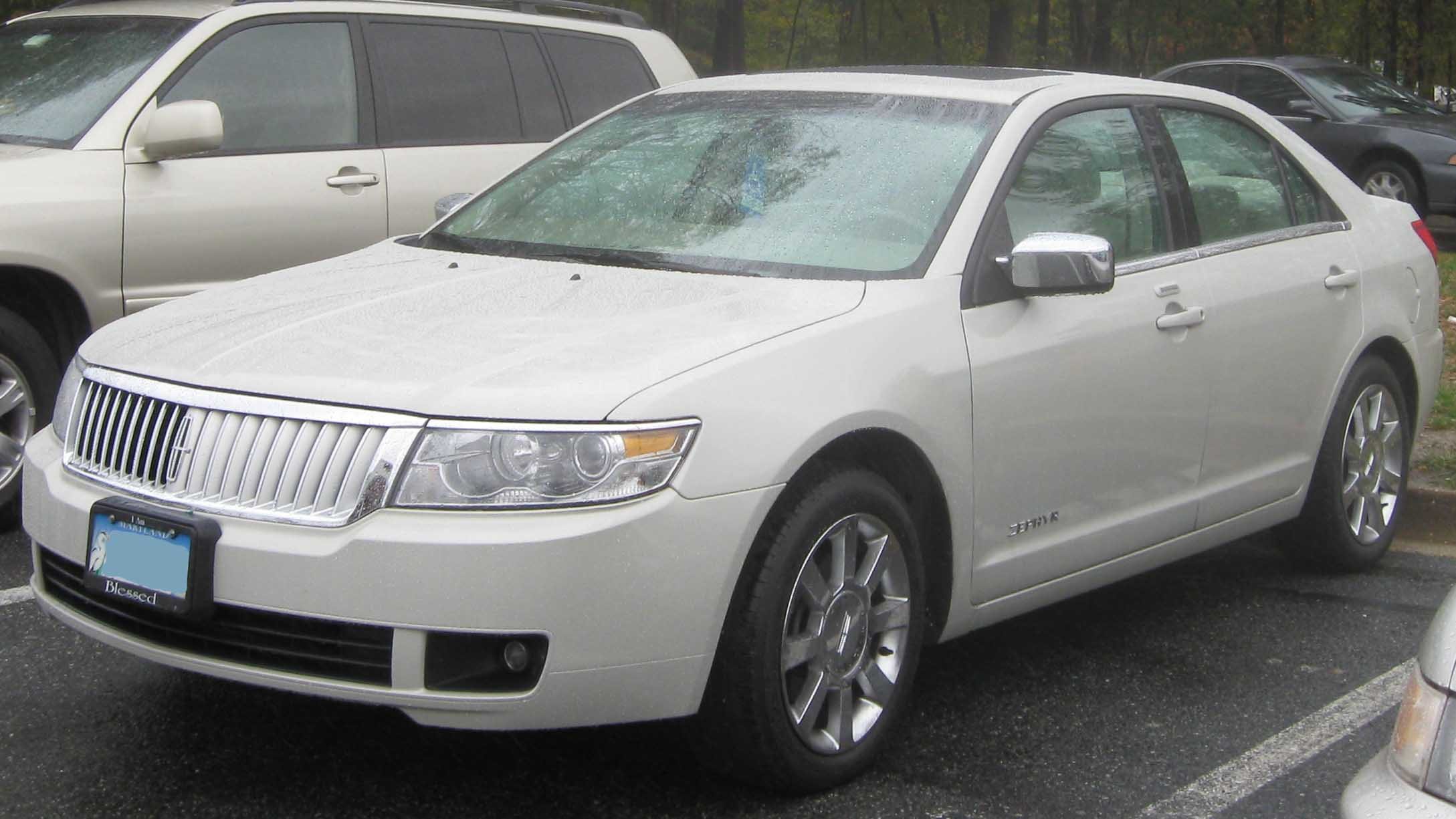
Lincoln Zephyr/MKZ (2006-2009)

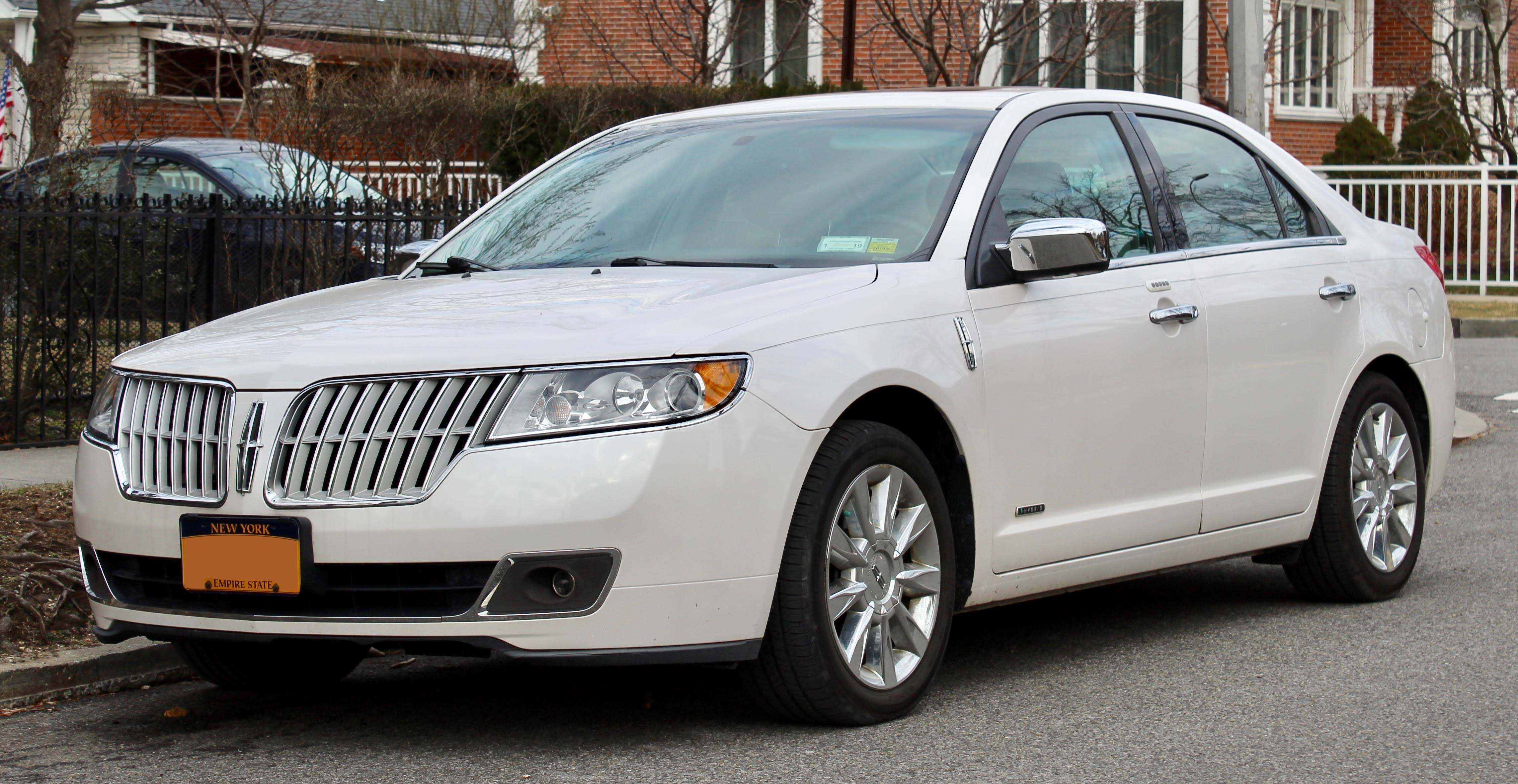
Lincoln MKZ (2009-2012)

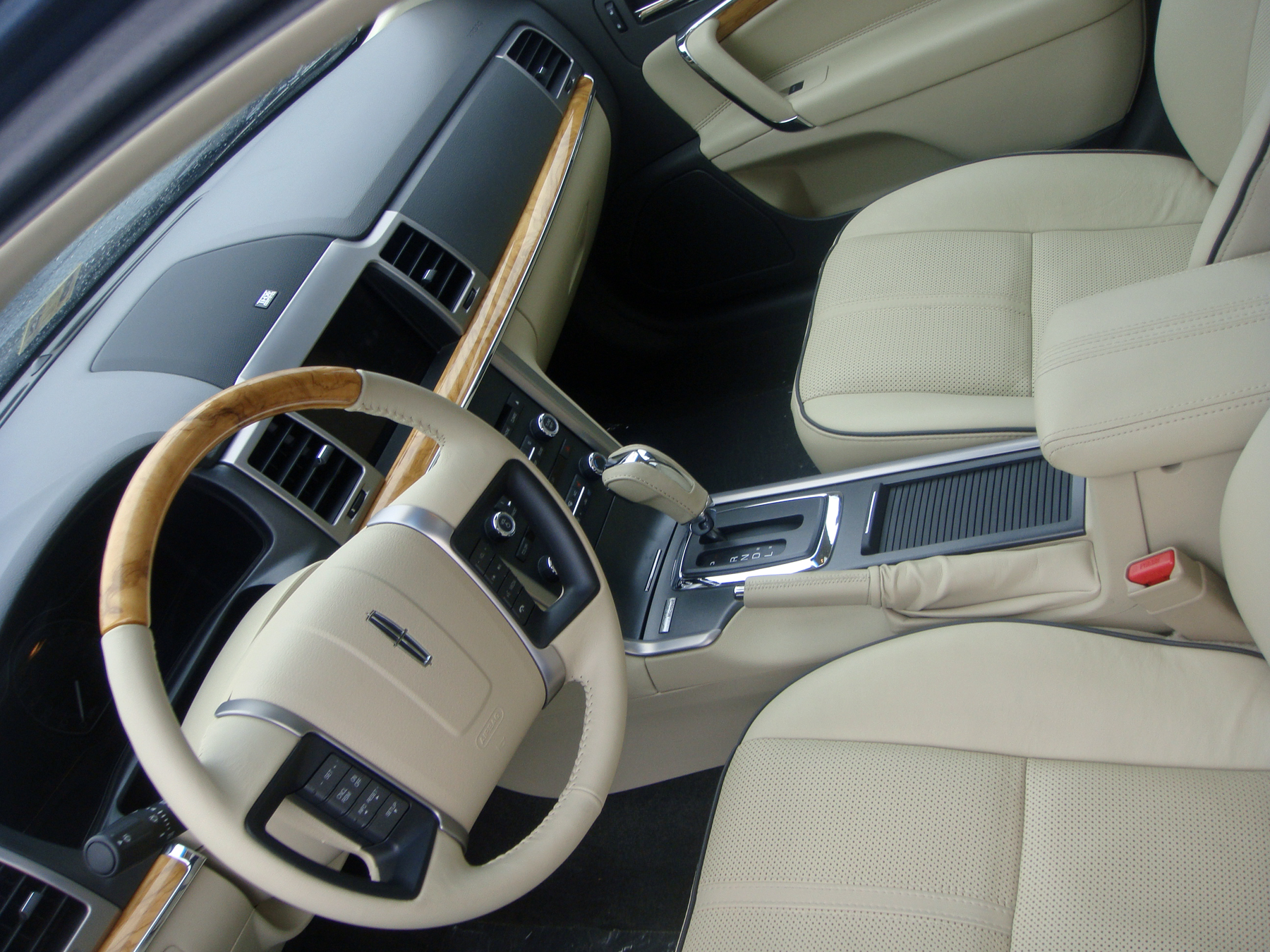

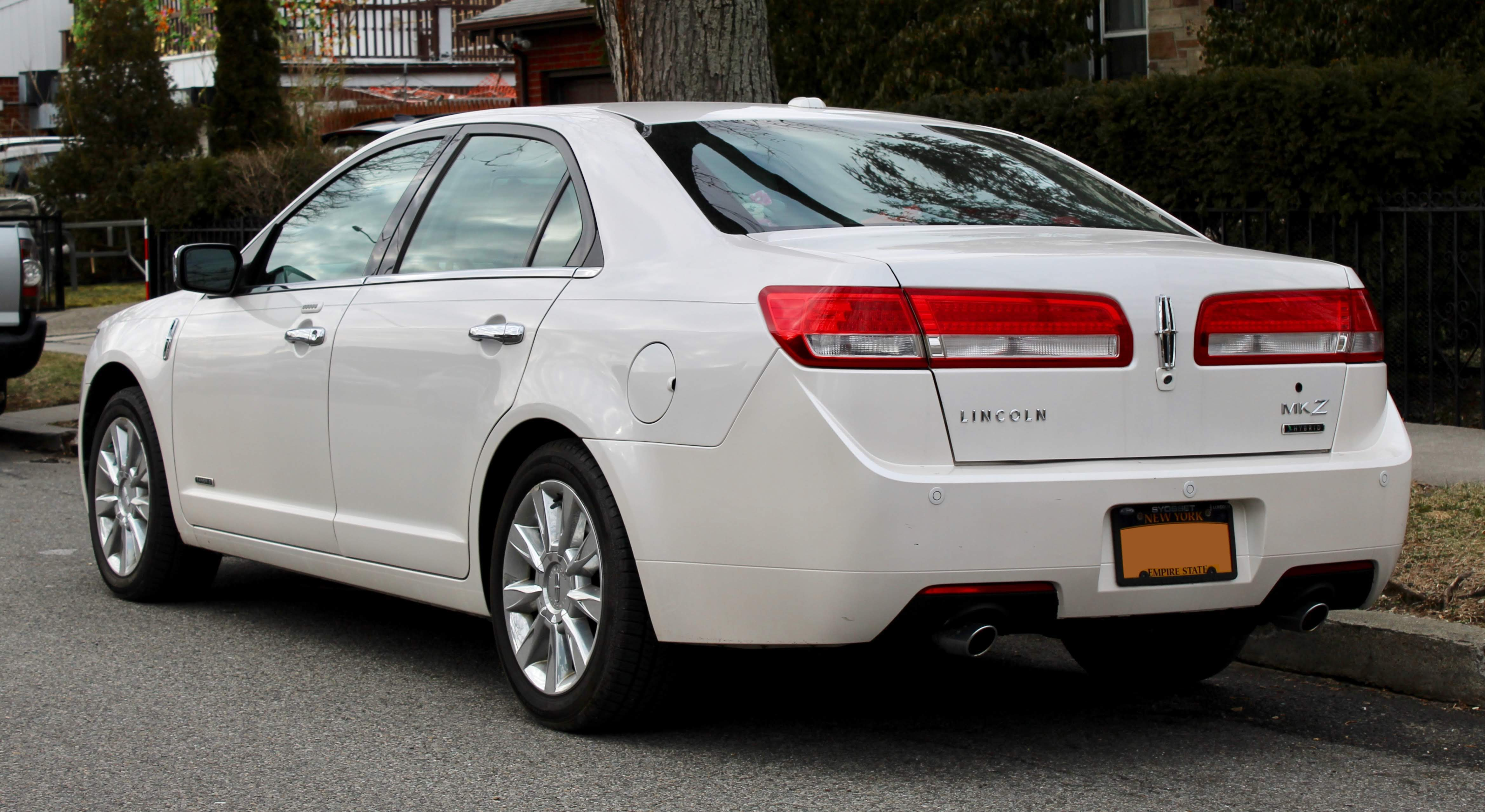

Спочатку MKZ називався Lincoln Zephyr. Назва Zephyr заснована на раніше досить успішній моделі Lincoln 1930-х років. Але після перших місяців продажів було вирішено перейменувати в Lincoln MKZ.
MKZ є наступником Lincoln LS як найменший седан Lincoln і, як і його попередник, отримав гарні відгуки від провідних автомобільних журналів США. На MKZ встановлюється 3-літровий двигун V6, 165 кВт. З 2007 модельного року також доступний 3,5-літровий двигун V6, 186 кВт. Обидва двигуни також встановлюються на Mercury Milan та Ford Fusion, але мають меншу потужність. У поєднанні з потужним двигуном V6 пропонувався повний привід. Будучи люксовим брендом, MKZ став продаватися в 2006 році за ціною $ 29 995 доларів США (у базовій комплектації), аж до $ 35 575 доларів США (в повній комплектації..

### 2009
В 2009 році проведений рестайлінг моделі. Доступні і гібридні  версії з двигуном 2.5 л.

### Двигуни
- 2.5 л Duratec 25 І4 Hybrid 191 к.с.
- 3.0 л Duratec 30 V6 221 к.с.
- 3.5 л Duratec 35 V6 266 к.с.

## Друге покоління

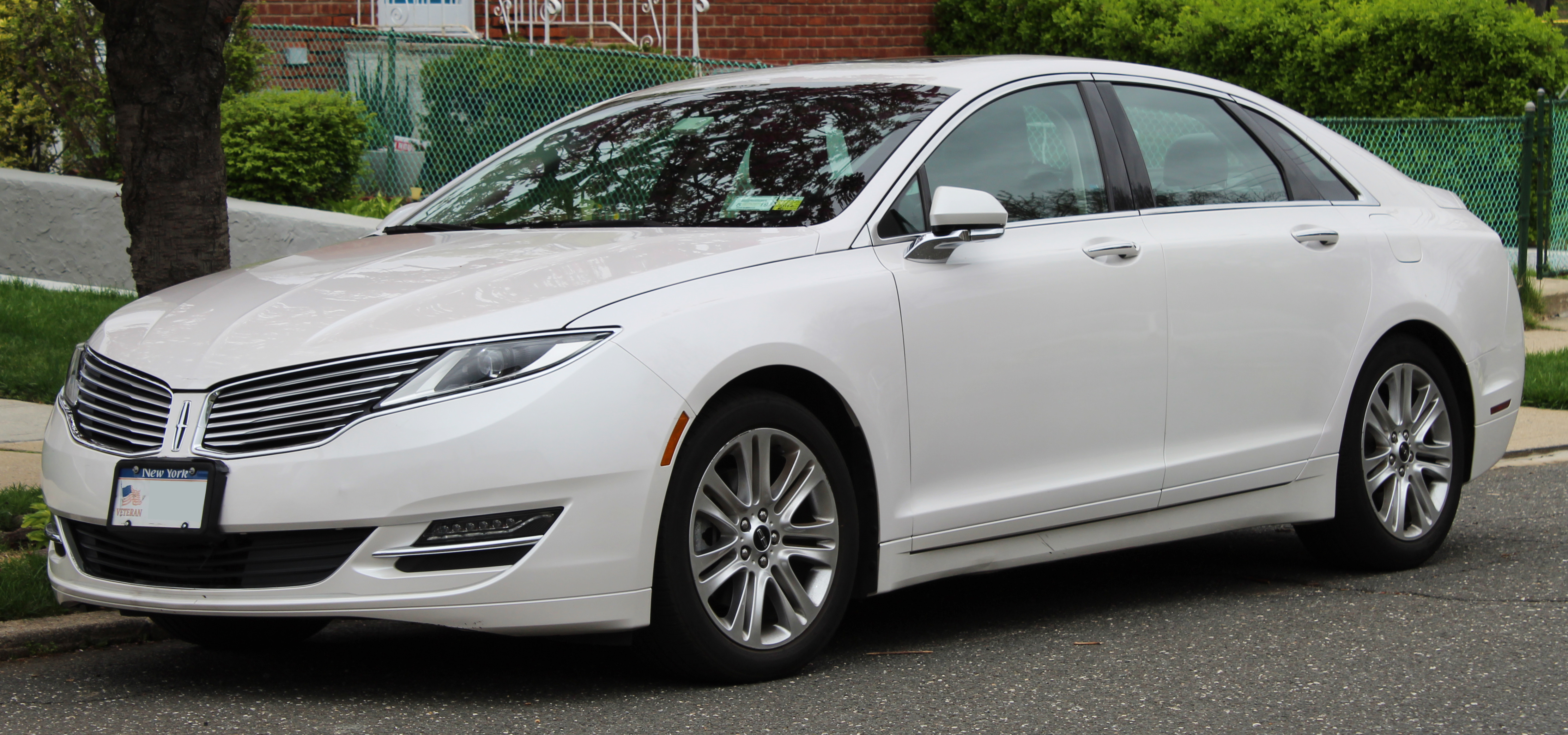
Lincoln MKZ (2012-2015)

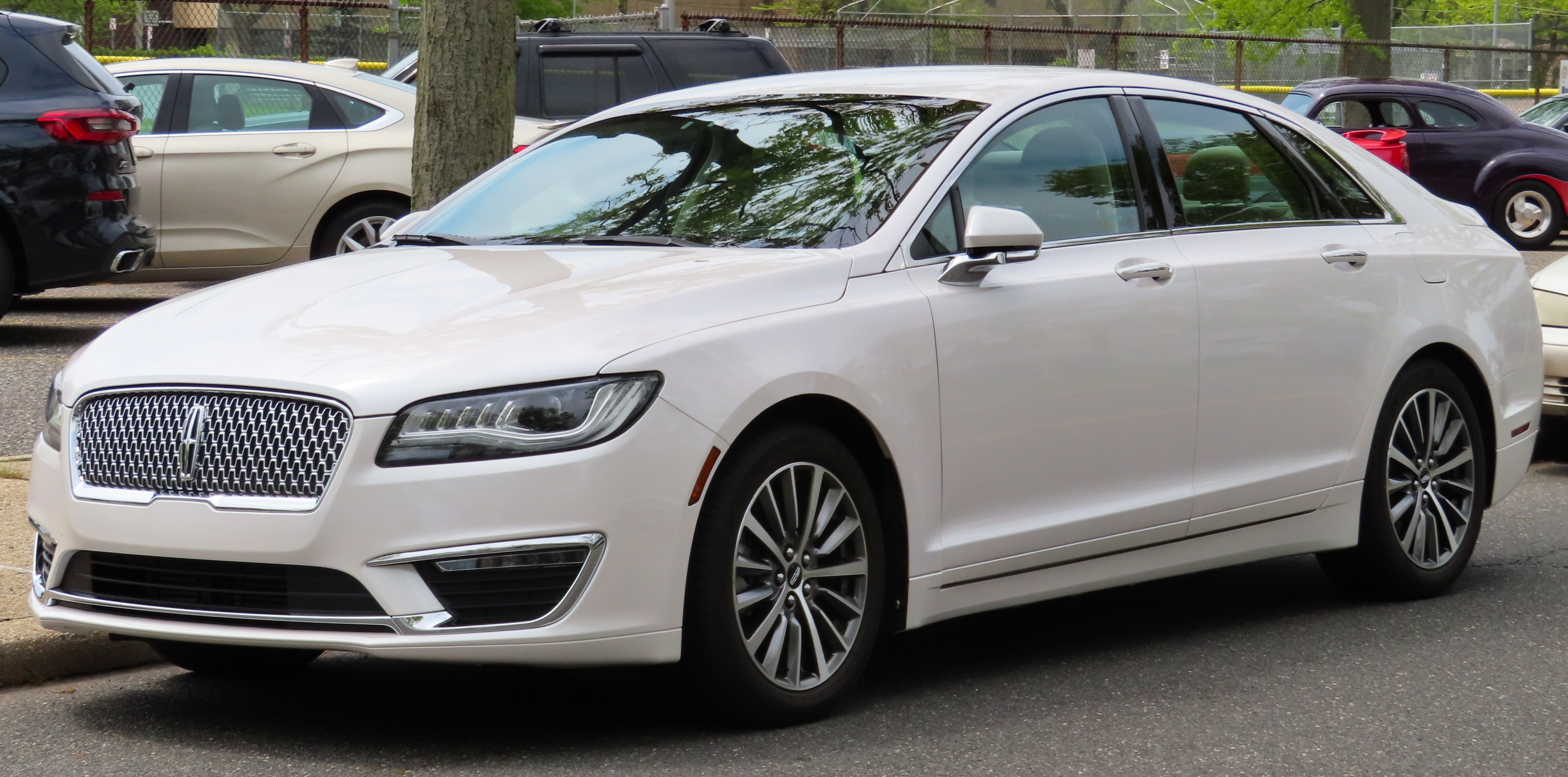
Lincoln MKZ (з 2015)

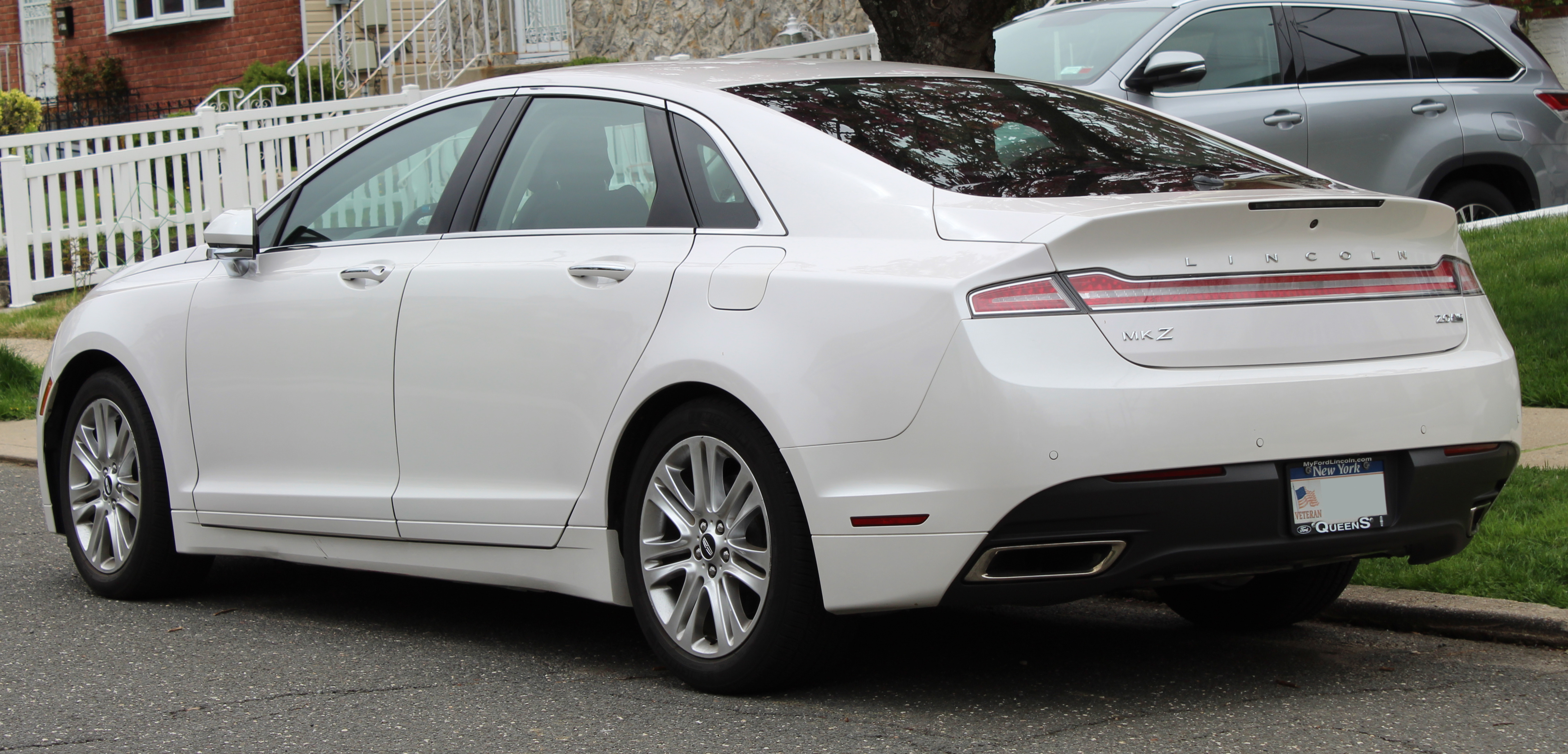

Друге покоління Lincoln MKZ дебютувало на Нью-Йоркському автосалоні в січні 2012 року в Детройті. Спочатку модель повинна була з'явитися наприкінці року, але проблеми з якістю призвели до затримки продаж до 2013 року.
Авто збудоване на платформі Ford CD4, разом з Ford Fusion (друге покоління).
У Північній Америці пропонуються три варіанти двигунів: 2,0 л чотирициліндровий турбомотор потужністю 240 к.с., 3,7-літровий V6 потужністю 300 к.с. або 2,0 л Hybrid. Гібрид пропонується тільки з переднім приводом, інші два двигуни доступні за додаткову плату з приводом на чотири колеса.
Як і його попередник, гібридний привід доступний без додаткових витрат у порівнянні з дволітровим турбодвигуном. Згідно з EPA, гібрид може досягнути споживання 5.1 л/100 км.
В 2015 році модель оновили, змінивши зовнішній вигляд в дусі нового корпоративного дизайну марки.
Замість загальної решітки, тепер встановлений єдиний, більший гриль. Світло також було перероблено. Всередині центральну консоль було покращено. На заміну двигуну 3.7 л V6 прийшов 3.0 л V6 turbo потужністю 400 к.с.

### Двигуни
- 2.0 л EcoBoost І4 203 к.с. (Китай)
- 2.0 л EcoBoost І4 253 к.с.
- 2.0 л І4 hybrid 190 к.с.
- 3.7 л Duratec V6 305 к.с. (2013–2016)
- 3.0 л V6 twin-turbo 355 к.с. (2017–)
- 3.0 л V6 twin-turbo 405 к.с. (2017–)

### Технічні характеристики
Lincoln MKZ 2020 року обладнаний 2,0-літровим чотирициліндровим двигуном із турбонаддувом, який виробляє 245 к.с. і 372 Нм крутного моменту. Також авто є з мотором V8 із подвійним турбонаддувом потужністю 350 к.с. (а в повнопривідних моделях продуктивність силового агрегату становить 400 к.с.) і крутний момент 540 Нм. Обидва двигуни поставляються з 6-ступінчастою АКПП.
MKZ Hybrid має 2,0-літровий чотирициліндровий двигун і електромотор, які в сукупності розвивають 188 к.с. і 175 Нм крутного моменту. Він поставляється з безступінчастою АКПП.
Модель із базовим силовим агрегатом споживає 11,7 л на 100 км при їзді по місту і 7,6 л на 100 км при русі по трасі. Повнопривідні моделі споживають 11,8 л на 100 км в місті і 8 л на 100 км при їзді по шосе. Lincoln MKZ з мотором V6 і переднім приводом витрачає 13 л по місту і 8,7 л на 100 км і по трасі, а повнопривідні моделі - 13,8 л і 9 л на 100 км відповідно.
Витрата гібридної версії MKZ в рази економніше і становить 5,6 л на 100 км в межах міста і 6 л на 100 км під час їзди по шосе.

## Продажі
| Рік  | Продажі в США (2005 - 2013) | Продажі в США (2005 - 2013) | Продажі в США (2005 - 2013)            |
| Рік  | Всього (бензинові і hybrid) | тільки Hybrid               | Співідношення Hybrid від всіх продажів |
| ---- | --------------------------- | --------------------------- | -------------------------------------- |
| 2005 | 4,985                       |                             |                                        |
| 2006 | 33,114                      |                             |                                        |
| 2007 | 34,363                      |                             |                                        |
| 2008 | 30,117                      |                             |                                        |
| 2009 | 22,081                      |                             |                                        |
| 2010 | 22,535                      | 1,192                       | 5.3%                                   |
| 2011 | 27,529                      | 5,739                       | 20.8%                                  |
| 2012 | 28,053                      | 6,067                       | 21.6%                                  |
| 2013 | 32,361                      | 7,469                       | 23.1%                                  |